# Vaux-lès-Mouron
Vaux-lès-Mouron é uma comuna francesa na região administrativa de Grande Leste, no departamento das Ardenas. Estende-se por uma área de 2,1 km². Em 2010 a comuna tinha 83 habitantes (densidade: 39,5 hab./km²).